# Бийназова, Навруза Нематуллаевна
Навруза Нематуллаевна Бийназова — узбекская журналистка, сценаристка, художница, актриса
 и кинорежиссёр
. 
Родилась летом, и была названа в честь героини эпоса «Гюль и Навруз». Окончила Национальный университет Узбекистана в 1992 году, и Ташкентский Государственный институт искусств в 2004 году по специальности драматург, журналист-искусствовед. Работала старшим редактором в Национальной телерадиокомпании Узбекистана. Свою первую роль она сыграл в 1997 году в документальном фильме «Хочу».
На данный момент является главным редактором крупнейшего в Узбекистане частного телеканала Zoʻr TV. Автор и ведущий целого ряда телевизионных программ. Пишет сценарии для документальных и художественных фильмов, сериалов. Обладатель Государственной награды «Шухрат» Республики Узбекистан в 2004 году.

## Трудовая деятельность
- 1995—1997 — редактор Дирекции международных программ Национальной телерадиокомпании Узбекистана (НТРК);
- 1997 — редактор Главной редакции «Халкаро» Национальной телерадиокомпании Узбекистана;
- 1997 — редактор информационно-просветительской Дирекции «Дустлик» НТРК;
- 1998 — редактор телеканала «Ешлар» НТРК;
- 1999 — старший редактор телеканала «Халкаро» НТРК;
- 2004—2015 старший редактор ГУП телеканал «Спорт» НТР.

С 2017 года главный редактор телеканала ZOR TV ООО «Водий садоси ЁТРК».

## Фильмография
- «100 лет кино» док.фильм (1996) — редактор
- «Я хочу» художественный фильм (1997) — актриса
- «Шайтанат» — «Царство бесов» сериал (1999) — актриса, МКФ «Правопорядок и общество»(2000)- Россия
- «Дервиши» музыкальный игровой фильм (2000) — автор сценария
- «Такдир» художественный фильм (2003) — автор сценария
- «Дев билан пакана» художественный фильм (2003) — консультант, МКФ «Киношок»(2004) — Россия
- «Граница» художественный фильм (2004) — автор и режиссёр, Нью-Йоркский фестиваль документального кино «Войди в открытый мир»
- «Кургилик» художественный фильм (2005) — автор сценария, Диплом МКФ «Творческий полет», МКФ «Старт»-Баку, Азербайджан
- «18 квадрат» художественный фильм (2007) — художник-постановщик
, IV МКФ военно-патриотического фильма имени С. Бондарчука «Волоколамский рубеж» (2007), спецприз МКФ «Золотой витязь»(2011)
- «Фаред 1» художественный фильм (2008) — автор сценария
- «Мени тушун» художественный фильм (2008) — автор сценария
- «Восточный двор с кривой луной» художественный фильм (2008), МКФ «Московская премьера» (2009)
- «Чарльз Учкурганск ий» («Чаллари») художественный фильм (2009) — автор сценария
- «Юзма юз» художественный фильм (2010) — автор сценария
- «Человек доброй воли» (Россия/Узбекистан) документальный фильм (2013) — автор
- «Дочка — умница» художественный фильм (2013) — автор сценария
- «Муборак Юлдашев» документальный фильм (2014) — автор сценария
- «Кушчинор» документальный фильм (2014) — редактор